# Bluescope Steel
BlueScope Steel – australijska spółka akcyjna, zajmująca się głównie produkcją stali i działająca w Australii, Nowej Zelandii, Azji, Oceanii i Ameryce Północnej. Spółka notowana jest na Australian Securities Exchange, gdzie wchodzi w skład indeksu największych spółek S&P/ASX 50.
Przedsiębiorstwo powstało w 2002 roku, w wyniku wydzielenia działu hutnictwa stali koncernu wydobywczego BHP Billiton do osobnej spółki. Jego największe huty znajdują się w Port Kembla obok Wollongongu w stanie Nowa Południowa Walia, w Hastings w stanie Wiktoria oraz w Glenbrook na Nowej Zelandii. Ta ostatnia działa pod marką New Zealand Steel. BlueScope Steel jest również właścicielem amerykańskiej firmy Butler Manufacturing, będącej producentem domów prefabrykowanych.
Spółka zawarła w 2007 umowę z firmą kolejową Pacific National, dającą temu przewoźnikowi wyłączność na transport szynowy produktów BlueScope na terenie Australii.